# T-28
T-28은 소련의 중형전차로, 1930년대 전간기에 개발되었다. 이 전차는 1930년부터 1932년 사이에 S.A. 긴즈버그의 총괄 지휘 아래 VАОAO의 전차-트랙터 설계국의 엔지니어들에 의해 설계되었다. T-28은 소련에서 처음으로 대량 생산된 중형 전차로, 1933년부터 1940년까지 레닌그라드 키로프 공장에서 총 503대가 생산되었다.
T-28은 고전적인 구성의 삼각전차로, 주포와 기관총으로 무장하고 방탄 장갑을 갖추고 있었다. 이 전차는 보병 지원과 적의 요새화된 진지 돌파 시 보병 및 전차 부대를 강화하는 용도로 설계되었다. 제작 당시 T-28은 세계에서 가장 강력한 중형 전차였다. 1933년부터 T-28 전차는 소련 붉은 군대의 중형전차여단(tтбр)에 배치되었으며, 1936년부터는 주사령부 예비군에 배치되었다. T-28 전차는 소련의 폴란드 침공과 겨울 전쟁에서 사용되었으며, 카렐리야 지협 전투에서 우수한 전투 성능을 발휘했다. 그러나 이 전투를 통해 T-28의 장갑이 불충분하다는 평가를 받아 일부 전차에는 추가 장갑이 설치되었다. 1941년 중반까지 T-28은 기술적으로 구식이었지만, 여전히 전술 및 기술적 특성에서 독일 국방군의 대부분의 전차를 능가했다. T-28 전차는 대조국전쟁 초기 전투에서도 사용되었으나, 대부분은 첫 몇 개월 동안 기술적 결함으로 인해 손실되었다. 붉은 군대가 T-28을 마지막으로 사용한 기록은 1944년에 있다.
핀란드 군대 또한 노획한 T-28 전차를 사용했으며, 이 전차들은 1954년까지 핀란드 군의 장비로 사용되었다.

## 개량형
- SU-8 - T-28 중형전차의 차체에 76mm 대공포를 단 전차. 계획안으로만 남아 있다.
- IT-28 - T-28의 차체를 이용한 소련 최초의 가교전차였다.

## 같이 보기
- T-26
- T-35
- 다포탑 전차